# カルロス・ガーネット
カルロス・ガーネット（Carlos Garnett、1938年12月1日 - 2023年3月3日）は、パナマ系アメリカ人のジャズ・サックス奏者である。

## 略歴
ガーネットは1938年12月1日、パナマ運河地帯のレッド・タンクで生まれた。ルイ・ジョーダンとジェームス・ムーディの音楽を短編映画で聞いてから、ジャズに興味を持つようになった。10代の頃にサックスを演奏することを学び、近くのアメリカ陸軍基地の兵士たちと演奏した。1957年に、カリプソとラテン音楽のグループで演奏を始めた。
1962年にニューヨークに移った後、レオ・プライスを中心とするロックンロール・グループで演奏した。この頃、音楽理論を学び始め、独学で常に耳で聴いて演奏してきた。ジャズ・トランペッターのフレディ・ハバードが1968年に彼を雇い、多くのニューヨークのミュージシャンに紹介した。ガーネットの最初の録音は、ハバードの1969年のアルバム『ア・ソウル・エクスペリメント』で、彼によるオリジナル曲が2曲収録されていた。
1960年代後半から1970年初めにかけて、ガーネットはアート・ブレイキーのジャズ・メッセンジャーズ、チャールズ・ミンガス、マイルス・デイヴィスらと共演した。彼はユニバーサル・ブラック・フォースと呼ばれる自身のグループを率いていた。グループは1974年から1977年までの3年間で5枚のアルバムを録音している。1982年、うつ病と薬物乱用に苦しむガーネットは、精神的な目覚めを体験し、それから何年も音楽の演奏から足を洗ってしまった。1991年にパフォーマンスを再開し、アルバム『Fuego en mi alma』（1996年）、『Under Nubian Skies』（1999年）および『Moon Shadow』（2001年）をリリースした。 2000年にパナマへと戻った。
ガーネットは、毎年恒例のパナマ・ジャズ・フェスティバルに3度出演している。2012年の第9回パナマ・ジャズ・フェスティバルは、パナマのピアニストであるダニーロ・ペレスが主催し、音楽への貢献が認められたカルロス・ガーネットに捧げられた。
彼が以前やっていた「ファンク」音楽に興味を持っていた日本から公演を依頼され、オーストリアにも2度訪れた。彼のアルバム『Shekina's Smile』は、彼の娘にちなんで名付けられた。

## ディスコグラフィ

### リーダー・アルバム
- 『ジャーニー・トゥ・エンライトゥンメント』 - Journey to Enlightenment (1974年、Soul Brother)
- 『ブラック・ラヴ』 - Black Love (1974年、Muse)
- 『レット・ディス・メロディ・リング・オン』 - Let This Melody Ring On (1975年、Muse)
- 『コスモス・ニュークリアス』 - Cosmos Nucleus (1976年、Muse)
- 『ニュー・ラヴ』 - The New Love (1977年、Muse)
- Resurgence (1996年、Muse)
- Fuego En Mi Alma (1996年、HighNote)
- Under Nubian Skies (1999年、HighNote)
- Moon Shadow (2001年、Savant)[7]

### 参加アルバム
マイルス・デイヴィス
- 『イン・コンサート』 - Miles Davis in Concert (1972年、Columbia)
- 『オン・ザ・コーナー』 - On the Corner (1972年、Columbia)
- 『ビッグ・ファン』 - Big Fun (1974年、Columbia)
- 『ゲット・アップ・ウィズ・イット』 - Get Up With It (1974年、Columbia)

ノーマン・コナーズ
- 『ダンス・オブ・マジック』 - Dance of Magic (1972年)
- 『明暗』 - Dark of Light (1973年)
- 『ラヴ・フロム・ザ・サン』 - Love from the Sun (1974年、Buddah)
- Slewfoot (1975年)
- 『サタディ・ナイト・スペシャル』 - Saturday Night Special (1976年)

ファラオ・サンダース
- 『ブラック・ユニティ』 - Black Unity (1971年)
- 『ライヴ・アット・ジ・イースト』 - Live at the East (1972年、Impulse!)

その他
- フレディ・ハバード : 『ア・ソウル・エクスペリメント』 - A Soul Experiment (1969年、Atlantic)
- アート・ブレイキー : 『アート・ブレイキー & ザ・ジャズ・メッセンジャーズ '70』 - Jazz Messengers '70 (1970年、Catalyst)
- アンドリュー・ヒル : 『リフト・エヴリ・ヴォイス』 - Lift Every Voice (1970年、Blue Note)
- ロビン・ケニヤッタ : Terra Nova (1973年)
- デンロイ・ モーガン : I'll Do Anything for You (1991年)
- チャールズ・アーランド : Slammin' & Jammin (1998年)
- ウディ・ショウ : Jersey Blues (2004年)
- チャーリー・アンダーソン : Ghetto Child (2008年)[8]